# Myxomphalia maura

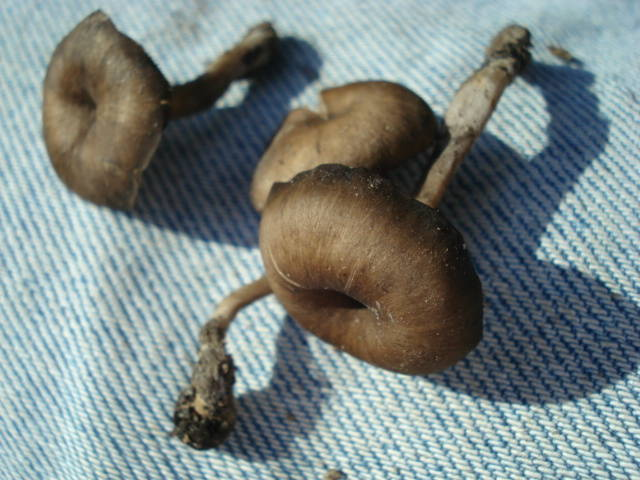

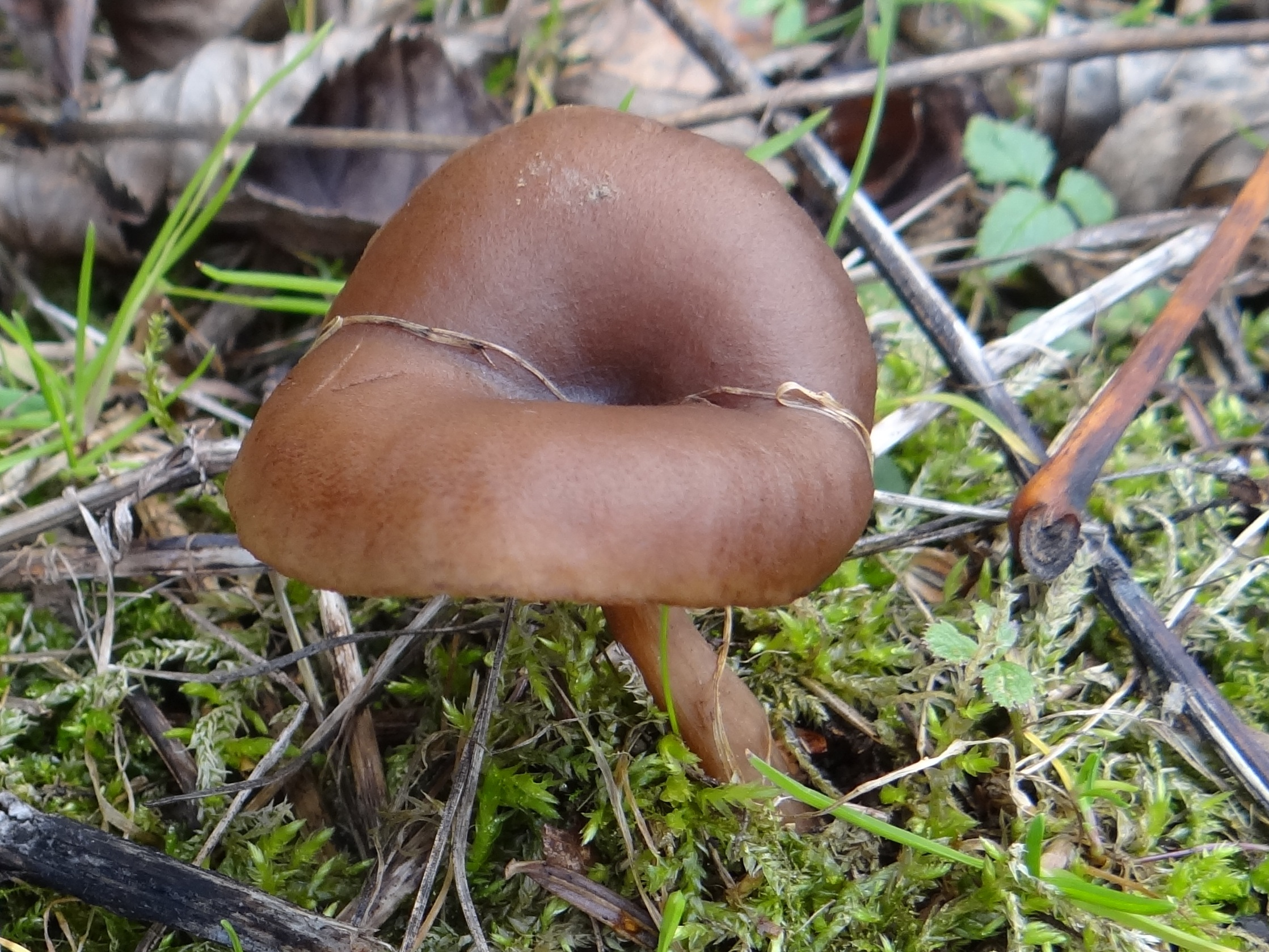

Myxomphalia maura (Fr.) Hora – gatunek grzybów należący do rzędu pieczarkowców (Agaricales).

## Systematyka i nazewnictwo
Pozycja w klasyfikacji: Myxomphalia, Incertae sedis, Agaricales, Agaricomycetidae, Agaricomycetes, Agaricomycotina, Basidiomycota, Fungi.
Po raz pierwszy takson ten zdiagnozował w 1821 r. Elias Fries nadając mu nazwę Agaricus maurus. Obecną, uznaną przez Index Fungorum nazwę nadał mu w 1960 r. Frederick Bayard Hora, przenosząc go do rodzaju Myxomphalia.
Niektóre synonimy naukowe:

- Agaricus maurus Fr. 1821
- Fayodia maura (Fr.) Singer 1936
- Gymnopus maurus (Fr.) Murrill 1916
- Hemimycena maura (Fr.) Singer 1938
- Mycena maura (Fr.) Kühner 1935
- Myxomphalia maura (Fr.) H.E. Bigelow, 1959
- Omphalia maura (Fr.) Gillet 1876
- Omphalina maura (Fr.) Quél. 1886

Władysław Wojewoda w 2003 r. zaproponował polską nazwę śluzopępka węglolubna. Według Index Fungorum gatunek ten jednak nie należy do rodzaju Fayodia (śluzopępka), lecz do rodzaju Myxomphalia, tak więc nazwa ta jest niespójna z nazwą naukową.

## Morfologia
Kapelusz
O średnicy do 5 cm, lejkowaty. Powierzchnia gładka, brązowa, ciemnobrązowa lub beżowa, z ciemniejszym środkiem kapelusza. Podczas suchej pogody kapelusz jest jaśniejszy i błyszczący
Blaszki
Przyrośnięte ząbkiem, białawe lub jasnoszare.
Trzon
Wysokość 2–4 cm, grubość 2–4 mm, cylindryczny, gładki, jaśniejszy niż kapelusz.
Miąższ
Cienki, biały, bez wyraźnego smaku i zapachu.
Wysyp zarodników
Biały. Zarodniki o kształcie eliptycznym, gładkie, amyloidalne. Rozmiary: 5–6,5 × 3,5 –4.5um.

## Występowanie
Występuje w Europie, niezbyt często. W Polsce gatunek rzadki. Znajduje się na Czerwonej liście roślin i grzybów Polski. Ma status I – gatunek o nieokreślonym zagrożeniu.
Rośnie w lasach iglastych i mieszanych na miejscu dawnych ognisk, na zwęglonych kawałkach drzew, często wśród mchów. Owocniki wytwarza od września do listopada.

## Znaczenie
Grzyb saprotroficzny. Nie wiadomo, czy jest jadalny, w związku z tym należy go traktować jako grzyb niejadalny.